# Bill Kenwright
Bill Kenwright CBE (* 4. September 1945 in Liverpool; † 23. Oktober 2023) war ein britischer Theaterproduzent und Filmproduzent.

## Leben und Karriere
Schon in der Schulzeit in der The Liverpool Institute High School for Boys war Kenwright als Schauspieler in diversen Gruppen tätig. Seine erste Rolle war die des Shylock in der Shakespeare-Komödie Der Kaufmann von Venedig im ansässigen Schultheater. Seine erste große Rolle als Seriendarsteller hatte Kenwright als Gordon Clegg in der britischen Seifenoper Coronation Street von 1968 bis 1969.
Später arbeitete Kenwright als Produzent in der Londoner West End Theaterszene. Fürs Theater produzierte er die Stücke Blood Brothers und Joseph and the Amazing Technicolor Dreamcoat. Des Weiteren produzierte der Engländer für das Palace Theatre und den Broadway (Stücke wie Jesus Christ Superstar oder This is Elvis). In letzter Zeit machte er auf sich aufmerksam, als er als Produzent das Musical Cabaret in London wieder aufführen lassen konnte. Im Jahr 2000 bekam er einen Orden für das Britische Empire für seine Verdienste in Film und Theater. 2004 wurde er Präsident des Fußballklubs FC Everton. Seit 2007 war auch ein Basketballverein in seinem Besitz, die Everton Tigers. Zuletzt war Kenwright mit der britischen Schauspielerin Jenny Seagrove liiert.

## Film
- 1972: Die total verrückte Oberschwester (Carry on Matron) (Darsteller)
- 2017 My Pure Land (Produzent)
- 2012 Broken (Produzent)
- 2011 Dixie: The People's Legend (Produktionsleiter) (Postproduktion)
- 2009 Chéri (Produzent)
- 2004 The Purifiers (Produzent)
- 2003 The Boys from County Clare (Produktionsleiter)
- 2003 Die, Mommie, Die! (Produzent)
- 2001 Zoe (Produzent)
- 1999 Don't Go Breaking My Heart (Produzent)
- 1991 Stepping Out (Produktionsleiter)
- 2023 The Kill Room
- 2023 Der Lotse (The Shepherd) (Produzent)

## Musik
Kenwright hatte seit Februar 2008 seine eigene Plattenfirma, die unter dem Namen "Bill Kenwright Records" läuft. Außer der London Palladium Cast-Aufnahme von Scrooge (mit Tommy Steele) und der 2006 Lyric Theatre Recording of Cabaret wurde im Februar 2008 das Debütalbum von Kenwrights neuer Boygroup Dream On aufgenommen.
Im Januar 2008 wurde Dream on – fünf Zweitplatzierte von BBC Any Dream Will Do – Craig Chalmers, Lewis Bradley, Chris Crosby, Chris Barton und Antony Hansen, gegründet.

## Schauspieler
Als junger Mann wurde er Schauspieler. Zu seinen frühen Erfolgen gehörte eine Rolle in der Coronation Street als Gordon Clegg, der im April 1968 eingeführt wurde. Kenwright verließ die Show nach einem Jahr, um seine Produktionslaufbahn im März 1969 fortzusetzen, obwohl er gelegentlich in den 70er Jahren zu Gastauftritten kam.
Seit 1997 leitete er das Theater Royal in Windsor.

## Einzelnachweis
1. ↑  Bill Kenwright: Everton chairman dies aged 78. In: skysports.com. 24. Oktober 2023, abgerufen am 24. Oktober 2023 (englisch).

| Personendaten    | Personendaten           |
| ---------------- | ----------------------- |
| NAME             | Kenwright, Bill         |
| KURZBESCHREIBUNG | britischer Schauspieler |
| GEBURTSDATUM     | 4. September 1945       |
| GEBURTSORT       | Liverpool, England      |
| STERBEDATUM      | 23. Oktober 2023        |